# Антон Косинський
Антон Косинський (? Якубовичі — 1804, Львів) — львівський архітектор.

## Біографія
Згідно з листом про законне походження, наданим до магістрату, був сином Павла Косинського із села Якубовичі на Підляшші (нині Люблінське воєводство, Польща). Вперше згадується в документах 1754 року, коли він побився з Андрієм Сковронським, підмайстром будівничого Михайла Бореньовського через якісь роботи у львівському костелі домініканців. Вступив до львівського цеху будівничих 10 серпня 1760. Через рік прийняв міське право (громадянство). Обраний цехмістром у 1764, 1766, 1770—1771 роках, та другим цехмістром у 1763 і 1769 роках. Споруджував та реконструював будинки за чужими та власними проєктами у стилях бароко та раннього класицизму. Мав неідентифіковані замовлення і за межами міста. Зокрема, відомо про виїзд Косинського 1761 року на роботи до Куликова поблизу Львова. Невстановлені роботи спільно з підмайстром Казимиром Леговським провадив у маєтку львівського хорунжого Антонія Більського в Рихтичах. Володів цегельнею на вулиці Зеленій під конскрипційним номером 739, яку 1789 року продав будівничому Йоганові Гельцелю. Відомо, що 7 червня 1765 року, спільно з будівничим Антоном Дримльовським, надав рекомендацію для прийняття міського права іншому будівничому — Францискові Кульчицькому. Наприкінці життя у документах іменується вже не як цеховий будівничий, а як архітектор. Помер 1804 року у Львові.
Роботи у Львові
- Будинок Яна Ходоровича на нинішній площі Соборній, 2 (розібраний 1901).
- Кам'яниця Миколи Шульца (нині відома як Авенштоківська) на площі Ринок, 34 (1767).
- Перебудова кам'яниці «Куртовичівської» на вулиці Руській, 6 для Костянтина Папари (1769).
- Кам'яниця капітана артилерії Домініка Вільчека на площі Ринок, збудована Косинським спільно з Франциском Кульчицьким . Відомо про судовий позов Вільчека від 1771 року про недотримання будівничими умов контракту.[4] Кам'яницю розібрано перед 1911 роком для спорудження торгового дому Ціпперів, нині площа Ринок, 32.
- Палац підчашого брацлавського Йосифа Самуїла Павловського (угода укладена 24 січня 1770, вартість 1000 зл. п., мав бути готовий до вересня) навпроти монастиря кармелітів взутих (нині це вулиця Князя Романа, палац і монастир не збереглись). Будівництво вів спільно з Франциском Кульчицьким у 1770–1771 роках за проєктом, ймовірно, Йозефа Зайделя. Відомо, що Павловський позивався на будівничих до війтівського суду, закидаючи їм відхилення від початкового проєкту.[4]
- Кам'яниця «Капітульна» на вулиці Галицькій, 4 (проєкт Косинського від 1778, збудовано 1780). Зберегла майже без змін первісний вигляд, переобладнано лише перший поверх, де влаштовано широкі вітрини. Вхід до кам'яниці влаштований із тильного фасаду, що виходить на площу Катедральну і де має № 5.[5]
- Реконструкція кам'яниці Михайла Брандиса на вулиці Староєврейській, 14 (1779).
- Кам'яниця «Пробощівська» на нинішній вулиці Театральній, 16, збудована за власним проєктом (1779–1780).
- Кам'яниця Івана Бачинського на вулиці Галицькій, 7 (зберігся проєкт Косинського від 1785). У 1882 році перебудовано дах за проєктом Якуба Кроха. 1895 року влаштовано вітрини.[6]
- Керівництво спорудженням будинку крайового адвоката Івана Зарицького на вулиці Галицькій, 8 (1790—1796).[7]